# Мурлатинамахи
Мурлатинамахи (дарг. Мурлатинамахьи) — село в Акушинском районе Дагестана. Входит в состав сельского поселения «Сельсовет Нацинский».

## Географическое положение
Расположено в 20 км к югу от районного центра села Акуша.

## Население
| 1926 | 1939 | 1970 | 1989 | 2002 | 2010 | 2021 |
| ---- | ---- | ---- | ---- | ---- | ---- | ---- |
| 25   | ↗34  | ↗64  | ↘32  | ↗37  | ↘29  | ↗32  |